# Giresun
Giresun är en stad vid svartahavskusten i nordöstra Anatolien i Turkiet, ungefär 175 km väster om Trabzon. Den är huvudort i provinsen Giresun och hade 101 107 invånare i slutet av 2011.
Staden grundades av greker från Miletos på 600-talet f.Kr. som Kerasous (Cerasus på latin), det grekiska ordet för "horn" i betydelsen "halvö". Stavningen blev senare Kerasounta och under medeltiden gick den under stavningen Kerasunt, och var då den näst största staden i Kejsardömet Trabzon, för att sedan bli Kerason och slutligen Giresun genom turkifiering av uttalet; den kallas även stundom Girezounda på grekiska.
Körsbär (bär från Kerasus) har fått sitt namn från denna stad, eftersom de först exporterades till Rom härifrån.